# Hans Konst
Johannes Herman Jozef (Hans) Konst is een Nederlands politicus van de Partij van de Arbeid.

## Biografie
Konst is sinds februari 2009 gedeputeerde van de provincie Friesland. Daarvoor was hij Statenlid voor de PvdA. Hans Konst volgde de in december 2008 overleden Anita Andriesen op.
Konst had de portefeuille Ruimtelijke ontwikkeling, Plattelandsbeleid, Landelijk gebied en Duurzame ontwikkeling.
De PvdA Fryslân werd na de verkiezingen van 2 maart 2011 de grootste partij. Onder leiding van Konst formeerde de PvdA een nieuwe college. Daarin nam Konst zelf ook zitting in als gedeputeerde.
Op 7 november 2012 liet Konst weten dat het College van Gedeputeerde Staten 50 miljoen euro beschikbaar wilde stellen voor een nieuw Thialf.
Na de verkiezingen van 2015 maakte de PvdA niet langer deel uit van het college van Fryslân. Konst verliet in december 2015 ook de Statenfractie van de partij. Hij werkt nu weer als verpleeghuisarts.